# Parque nacional del Uadi Zen
El Parque nacional del Uadi Zen (árabe: الحديقة الوطنية بوادي الزان) es un área protegida situada en el noroeste de Túnez, en la delegación de Aïn Draham, a unos 200 km al oeste de Túnez y a unos 15 km al oeste de Jendouba, en la gobernación del mismo nombre. El parque se encuentra al este de las montañas de la Kroumirie, que se hallan en su mayor parte en Argelia, y al norte del Parque nacional de El Feidja, en las mismas montañas. Tiene una extensión de 67 km2 y está cubierto principalmente de roble andaluz, siendo una de las zonas más húmedas del país.

## Características
El parque está situado al este de la carretera Tabarka-Jendouba, a un altura comprendida entre 600 y 800 m. Está atravesado por la carretera Ain Draham-Béja, que pasa cerca del embalse de Beni M'Tir. Su creación se debe a la protección del embalse de Beni M'Tir (350 ha) y la preservación de las turberas de Dar Fatma y de Aïn Zana, las especies vegetales raras, locales o introducidas, como el acebo, el roble afarés (un híbrido de alcornoque y roble andaluz), el laurel y el cedro del Atlas. Entre los animales, la nutria, el ciervo de Berbería, la hiena, el chacal, el jabalí, el zorro, la mangosta y la liebre. Entre las aves, el gavilán común, el águila calzada, el busardo moro, el halcón peregrino, el cernícalo vulgar y el águila culebrera.